# Schleswig-Holstein-Sonderburg-Plön
El Ducado de Schleswig-Holstein-Sonderburg-Plön (en alemán: Herzogtum Schleswig-Holstein-Sonderburg-Plön), también Schleswig-Holstein-Plön, Holstein-Plön o simplemente Ducado de Plön, fue un pequeño subducado (Teilherzogtum) creado con la división física del Ducado de Schleswig-Holstein-Sonderburg. En la actualidad, su significación remanente es principalmente el edificio del Castillo de Plön. 
El Ducado de Plön no era un ducado territorial con derecho propio, sino una subdivisión dentro de la estructura estatal de los ducados de Schleswig y Holstein. El disperso dominio territorial de este ducado se hallaba principalmente en el sudeste de actual estado federado alemán de Schleswig-Holstein.

## Historia

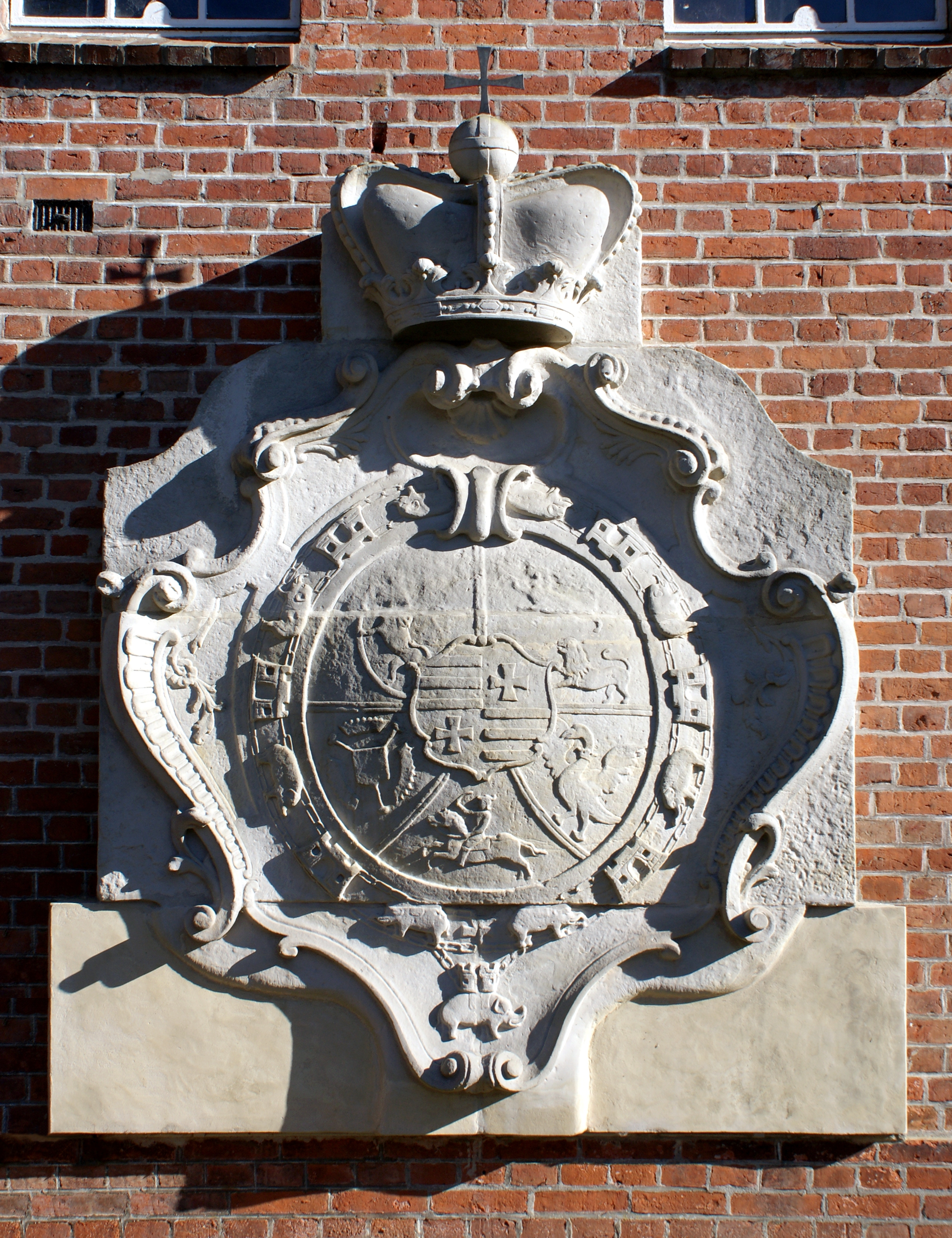
El escudo de armas de Plön está circundado por el collar de la Orden del Elefante. La corona y el orbe representan su descendencia real danesa (relieve del faldón del Castillo de Traventhal).

El ducado fue creado a la muerte del Duque Juan III de la Casa de Schleswig-Holstein-Sonderburg en 1622 como resultado de una provisión de su testamento. La provisión era contraria al Tratado de Ripen que prohibía cualquier división arbitraria de tierras en Schleswig-Holstein. Los Duques de Plön fueron así denominados Abgeteilte Herren, cuyos estatus no se basaban en el señorío territorial. Además de la creación de Schleswig-Holstein-Plön, la importancia de esta voluntad y testamento era que se formaran cuatro otros pequeños ducados como parte de la división física de Schleswig-Holstein.
El primer Duque de Plön ya había recibido una parte del Ducado de Schleswig-Holstein-Ærø en 1633, que inmediatamente vendió a sus hermanos, quienes a partir de entonces aumentaron sus originalmente iguales porciones en la isla de Ærø. En 1669 el Ducado de Schleswig-Holstein-Plön recibió el territorio de otra subdivisión ducal, la de Schleswig-Holstein-Sonderburg-Norburg, que consistía en la parte septentrional de la isla de Als. Esta parte del ducado, remota de Plön, fue segregada como la línea de Plön-Norburg a raíz de posteriores divisiones territoriales, pero fue reunificada con Plön de nuevo en 1706. En 1671 se produjo una nueva división de bienes tras la muerte del Duque Joaquín Ernesto, y fue creado el Ducado de Rethwisch en torno al lugar del mismo nombre a manos de su segundo hijo, el Duque Joaquín Ernesto; esto fue revertido en 1729.
En 1700 fue concluido el Tratado de Traventhal en la Mansión de Traventhal en Segeberg, una residencia perteneciente al Ducado de Plön. En 1704 murieron ambos el Duque Juan Adolfo y su heredero, Adolfo Augusto. Aunque el nieto del Duque Juan, Leopoldo Augusto, formalmente heredó el ducado, también murió en 1706, en la infancia. Como resultado, el ducado pasó a Joaquín Federico de la línea de Norburg. Este murió sin hijos en 1722. El verdadero heredero era ahora Juan Ernesto de la línea de Holstein-Plön-Rethwisch, pero su reconocimiento formal fue rechazado por el rey danés Cristián V, ya que Juan Ernesto se había convertido al Catolicismo y había recibido la dignidad de Grandeza al servicio de España. En 1723 el emperador alemán confirmó la reclamación de la línea de Rethwisch, un descendiente del segundo hijo del Duque Augusto, Carlos Cristián quien murió en 1706, aunque no fue reconocido como duque. El proceso de disputa se prolongó durante muchos años y el 24 de mayo de 1729, el Duque de Rethwisch murió sin herederos, con lo cual Plön pasó entonces al hijo de Carlos Cristián. Federico Carlos, quien había sido apoyado durante la disputa por el rey danés, renunció a su posesión de Norburg como gratitud, que pasó entonces al rey Federico IV de Dinamarca y Noruega.
Debido a que el último Duque de Plön, Federico Carlos, no tenía herederos legítimos, en 1756 introdujo el denominado Tratado de Sucesión de Plön (Plönische Successionstraktat), por el que nombró al rey danés como heredero de sus fincas. A cambio, el rey Federico V prometió asumir todas sus deudas. Después de la muerte del Duque de Plön, el Estado de Plön pasó, de acuerdo con el contrato, a la casa real danesa, llevando más cerca la creación de la Gran Dinamarca (Dänischer Gesamtstaat). Las posesiones fueron confiscadas y los castillos de Plön en Reinfeld, Ahrensbök y Rethwisch fueron demolidos. Esto sucedió tanto por razones económicas —la casa real tenía suficientes residencias en el continente— como políticas, porqué permitió a Dinamarca señalar un final abrupto a la fragmentación de Schleswig-Holstein, algo que finalmente fue sellado por el Tratado de Tsarskoe Selo, y la irrupción de la Gran Dinamarca como estado.

## Lista de los Duques de Schleswig-Holstein-Sonderburg-Plön
| Reinado     | Nombre           | Imagen | Observaciones |
| ----------- | ---------------- | ------ | --- |
| 1622-1671   | Joaquín Ernesto  |        | Fundador del ducado; su primer hijo heredó Plön, su segundo hijo se convirtió en Duque de Norburg, su tercer hijo, en Duque de Rethwisch.                 |
| 1671-1704   | Juan Adolfo      |        | También conocido como Hans Adolf. Hijo de Joaquín Ernesto. Su hijo, Adolfo Augusto, también murió en 1704.                                                |
| (1704-1706) | Leopoldo Augusto |        | Nieto de Juan Adolfo, nacido en 1702, murió en la infancia sin haber reinado.                                                                             |
| 1706-1722   | Joaquín Federico |        | Sobrino de Juan Adolfo, originario de la lína colateral de Norburg (Nebenlinie).                                                                          |
| 1722-1761   | Federico Carlos  |        | Sobrino de Joaquín Federico. El último Duque de Plön; como resultado de una disputa sucesoria con la línea de Rethwisch, no empezó su reinado hasta 1729. |

## Geografía

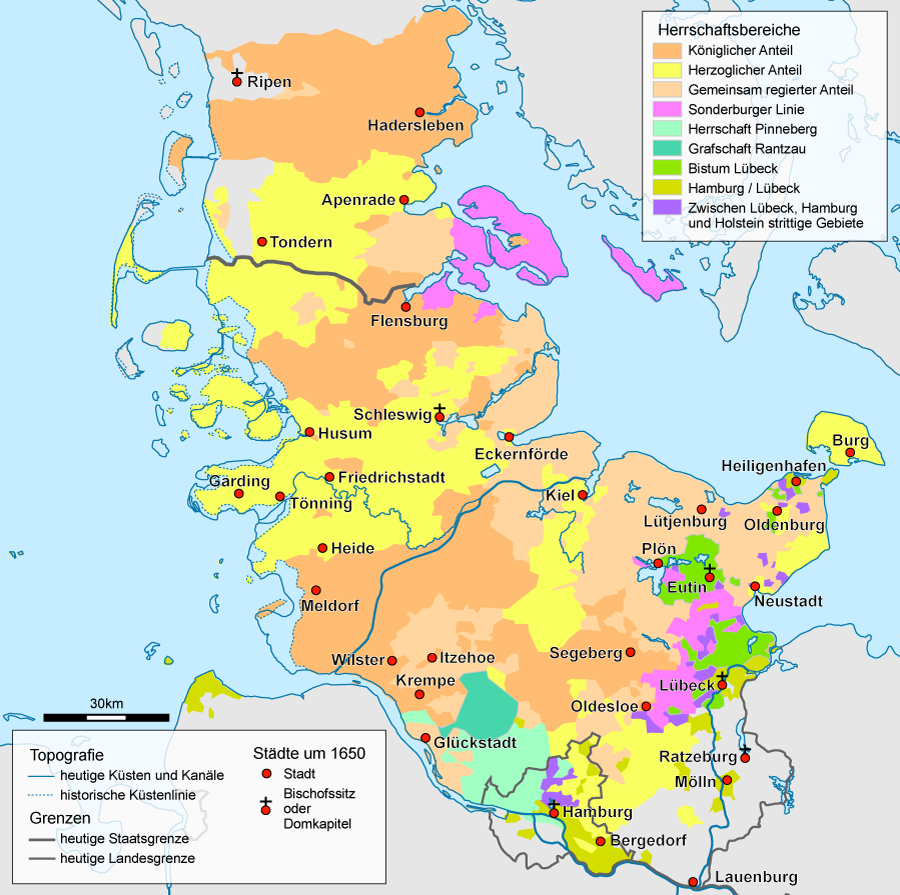
Schleswig y Holstein en torno a 1650. El Ducado de Plön emergió de la división de Sonderburg; su territorio en el sudeste de Holstein comprendía unidades territoriales entre Plön y Oldesloe.

### Divisiones
Los centros territoriales de Schleswig-Holstein-Plön eran los distritos (Ämter) de Ahrensbök y Reinfeld establecidos después de la Reforma por la fusión de las antiguas abadías de Ahrensbök y Reinfeld. A través de la venta y adquisición de tierras, el tamaño del ducado, sin embargo, cambió varias veces. A mediados del siglo XVIII, consistía principalmente de las siguientes unidades administrativas, algunas de las cuales son idénticas a las ciudades y poblaciones actuales del mismo nombre:
- Ciudad y Amt de Plön
- Amt de Ahrensbök
- Amt de Reinfeld
- Amt de Traventhal
- Amt de Rethwisch

### Residencias
De 1623 a 1636 la residencia ducal estuvo localizada en Ahrensbök, en el Castillo de Hoppenbrook, en la sede de los antiguos edificios de un monasterio Cartujo. Después fue transferida, al terminarse la construcción del Castillo de Plön, a Plön, que a partir de entonces obtuvo su carácter de pequeña ciudad residencia (Residenz) del norte de Alemania. Otras residencias ducales estuvieron situadas en Reinfeld, Rethwisch y Traventhal.